# Esquibien
Esquibien (bret. An Eskevien) – miejscowość i dawna gmina we Francji, w regionie Bretania, w departamencie Finistère. W 2013 roku jej populacja wynosiła 1627 mieszkańców. 
1 stycznia 2016 roku połączono dwie wcześniejsze gminy: Audierne oraz Esquibien. Siedzibą gminy została miejscowość Audierne, a nowa gmina przyjęła jej nazwę. 